# Markus Nöth
Markus Nöth (* 1969) ist ein deutscher Ökonom.

## Leben
Er studierte Wirtschaftsinformatik, promovierte und habilitierte in Betriebswirtschaftslehre an der Universität Mannheim. Er war zwei Jahre als Gastwissenschaftler am California Institute of Technology und im Finance Department der Wharton School. Seit 2006 ist er Professor (W3) für Betriebswirtschaftslehre an der Universität Hamburg.
Seine Forschungsschwerpunkte sind Bankbetriebslehre, Behavioral Finance, Informationsverarbeitung und die Portfoliowahl.

## Schriften (Auswahl)
- Informationsaggregation und Insidererkennung in Finanzmärkten. Wiesbaden 1998, ISBN 3-409-12852-2.
- mit Carlo Kraemer und Martin Weber: Information aggregation with costly information and random ordering. Experimental evidence. Mannheim 2000.
- mit Kathleen L. McGinn und Katherine L. Milkman: Walking the talk in multiparty bargaining. An experimental investigation. Cambridge 2009.
- mit Kathleen L. McGinn: Communicating frames in negotiations. Cambridge 2012.